# Sebastiano Arturo Luciani
Sebastiano Arturo Giacomo Antonio Gioacchino Carlo Luciani (* 9. Juni 1884 in Acquaviva delle Fonti; † 7. Dezember 1950 ebenda) war ein italienischer Komponist, Musikwissenschaftler und  Filmkritiker. Er bearbeitete das Oratorium Juditha triumphans von Vivaldi für eine moderne Aufführung der Accademia Musicale Chigiana von Siena.

## Werke
- Verso una nuova arte: il cinematografo. Rom 1921 (Neuauflage, Rom 2000)
- Belfagor di O. Respighi. Guida attraverso la commedia e la musica. Mailand 1923.
- Mille anni di musica. Mailand 1936.
- D. Scarlatti. Florenz 1939.
- La musica in Siena: saggi su antichi musicisti senesi con musiche inedite. Siena 1942.
- Il Tristano e Isolda di R. Wagner. Florenz 1942.
- Il cinema e le arti. Siena 1942 (Neuauflage, herausgegeben von C. Artemite, V. Attolini, Manduria 2001)

## Artikel und Kurzessays
- La musica nel dramma greco. In: Il Marzocco. 8. Juni 1913.
- Il cinematografo e l’arte In: Il Marzocco. 10. August 1913.
- La rinascita della danza. In: Harmonia. II. 1914, Nr. 4, S. 1–7.
- Le visioni della musica e il cinematografo. In: Harmonia. II. 1914, Nr. 6, S. 1–5.
- I modi greci e la musica moderna. In: La Nuova Musica. XIX. 25. Mai 1914, S. 53.
- Lettere musicali, I, Strawinsky. In: La Voce, 28. Februar 1915, S. 2.
- Nazionalismo musicale. In: Musica. X. 10. Januar 1916, Nr. 1.
- Appunti di estetica. (Rileggendo l’“Estetica” di B. Croce). In: Trifalco. 1921, Nr. 4, S. 128–131.
- Saggio di restauro di una canzone popolare della fine del secolo XV. In: La Cultura musicale. 1922, September, S. 181–186.
- Nuove musiche. In: L'Italia letteraria. 3. Mai 1931.
- Cinematografo, Tecnica ed estetica. In: Enciclopedia Italiana. X. S. 346–350.
- La più antica reliquia di musica scenica. Lo stasimon dell'Oreste di Euripide. In: Riv. italiana del dramma. V. 1941, Nr. 3, S. 342–346.
- La Iuditha e la messa in scena. In: Quaderno dell'Acc. Chigiana. XV. 1947, S. 38 f.

Eine Auswahl von Schriften in den Saggi e studi von Sebastiano Arturo Luciani, herausgegeben von G. Caputi, in Quaderni dell'Accademia Chigiana, XXXII (1954), Sonderausgabe. Für eine vollständige Liste der Publikationen siehe A. Attolino: Catalogo delle opere di Sebastiano Arturo Luciani In:  Bibliografia di Sebastiano Arturo Luciani, bearbeitet durch B. Brunetti, Bari 2000, S. 71–213 (katalogisiert in den Fonds Sebastiano Arturo Lucianibei CRAV [Centro ricerche avanguardie] dell’Università degli studi di Bari).